# Eichhornia
Eichhornia es un género de siete especies comúnmente llamadas aguapés, camalote, jacintos de agua, bora, lirio acuático o taruyas, son plantas perennes flotantes oriundas de las regiones tropicales de Sudamérica. Flotan sostenidas por esponjosos rizomas, con las raíces flotando libremente. En zonas de aguas estancadas, como en los correntinos Esteros del Iberá, pueden entrelazarse formando embalsados, auténticas islas flotantes sobre las que crece otra vegetación y que sirven de hábitat a numerosas especies animales.

## Descripción
Son macrófitos flotantes, que alcanzan hasta un metro de altura, aunque normalmente no superan los 50 cm. El cuerpo principal de la planta está formado por un rizoma estolonífero y ramificado, que alcanza los 30 cm de largo, del que nacen brotes auxiliares en ángulos variables. Los estolones son purpúreos, alcanzando los 50 cm de longitud. Las hojas están dispuestas semejando una roseta; son gruesas, redondeadas o cordiformes, glaucas, con el margen a veces ondulado, al cabo de un pecíolo estipulado de consistencia esponjosa, que puede alcanzar los 50 cm de largo. El pecíolo forma un flotador de apariencia bulbosa, conteniendo aire en su interior.
Las flores aparecen al cabo de un pedúnculo elongado, formando una espiga subtendida por dos brácteas. Son hexámeras, de forma tubular y color rosáceo o lavanda. Su fruto es una cápsula que contiene centenares de semillas.
Hasta el 50 % de la biomasa del aguapé puede estar constituida por raíces fibrosas, de color violáceo o azulado gracias a la antocianina que contienen como defensa frente a los predadores. Alcanzan los 3 m de largo, con radículas laterales en gran cantidad que le dan una apariencia plumosa.
Es una de las plantas de más rápido crecimiento, se reproducen principalmente por estolones que forman nuevas plántulas, además de por semillas. El vigoroso jacinto de agua común Eichhornia crassipes puede doblar su número en dos semanas.

## Plantas invasivas exóticas
Los jacintos acuáticos se han introducido ampliamente por toda América del Norte, Asia, Australia y África. En muchos casos se han convertido en especies perniciosamente invasivas, en especial Eichhornia crassipes. Introducidos por primera vez en Norteamérica en 1884, una cantidad estimada de 50 kg/m²; bloquearon las vías fluviales de Florida, antes de que el problema fuera solucionado. El impacto que estas plantas causan en lagos y charcas si no se mantienen bajo control es muy grave, ya que pueden cubrir estas extensiones completamente, impidiendo que la luz del sol llegue a las plantas acuáticas nativas y agotando el oxígeno del agua.

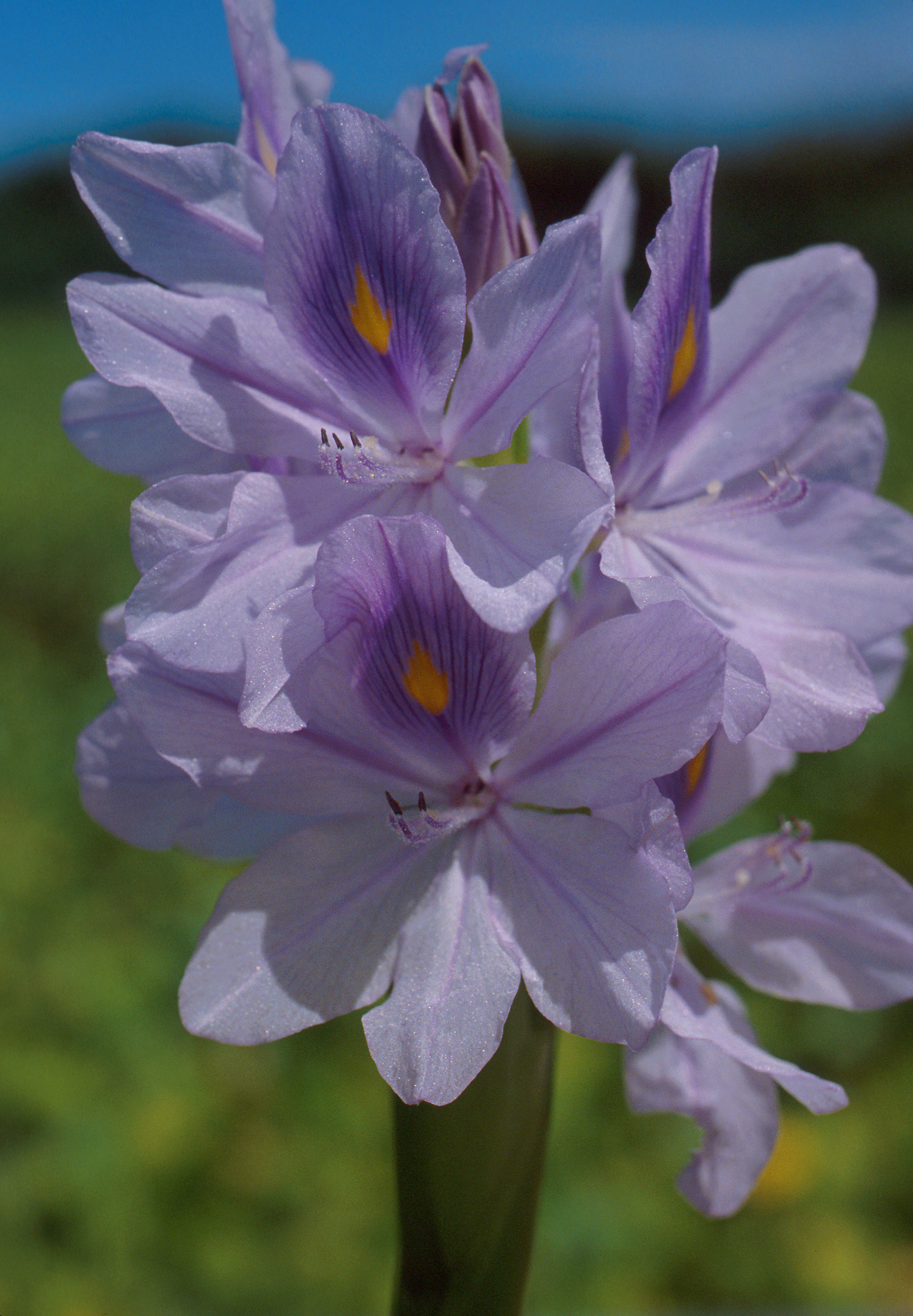
Flor de Eichhornia crassipes

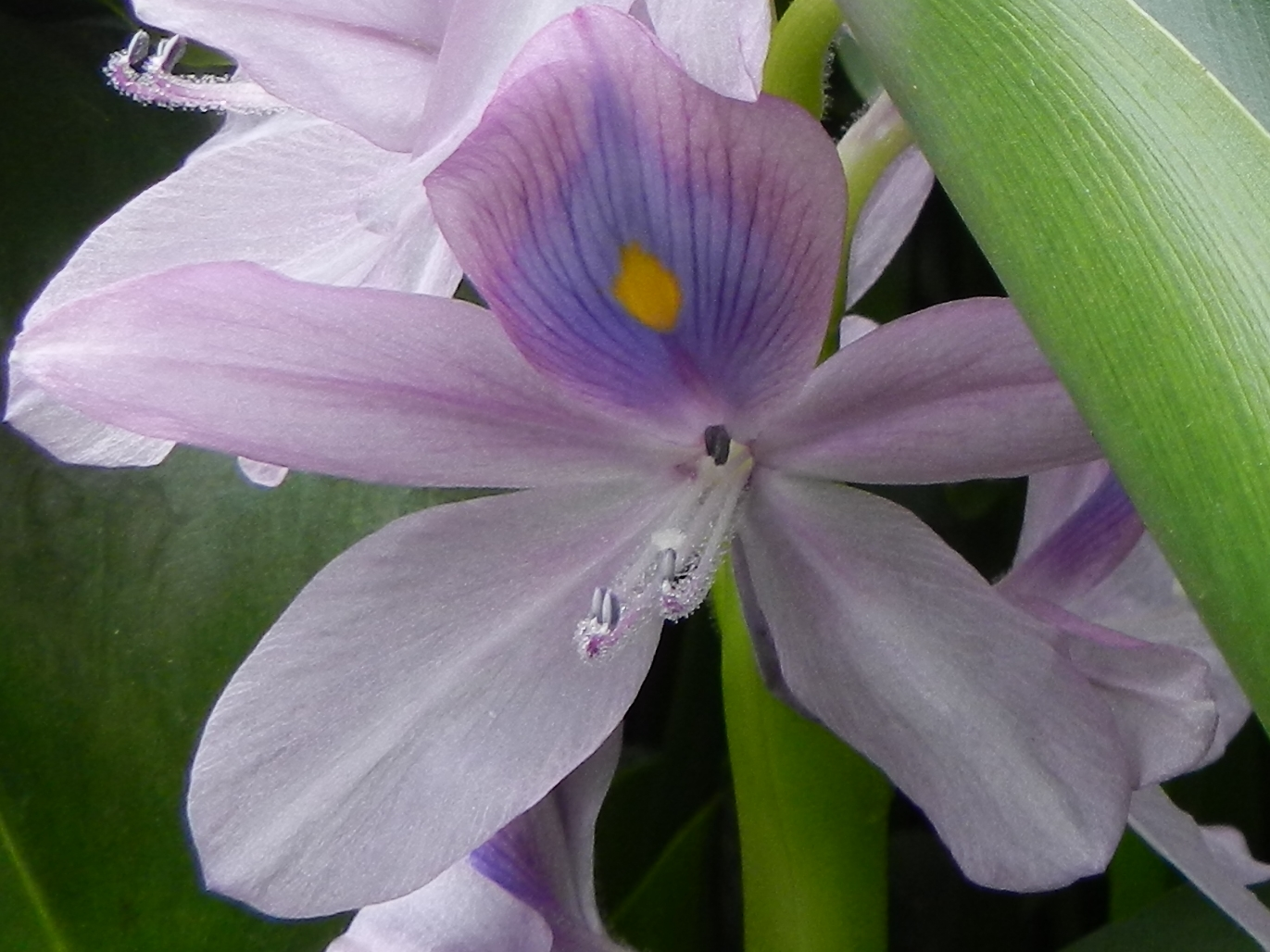
Flor de jacinto de agua en El Crucero, Managua, Nicaragua.

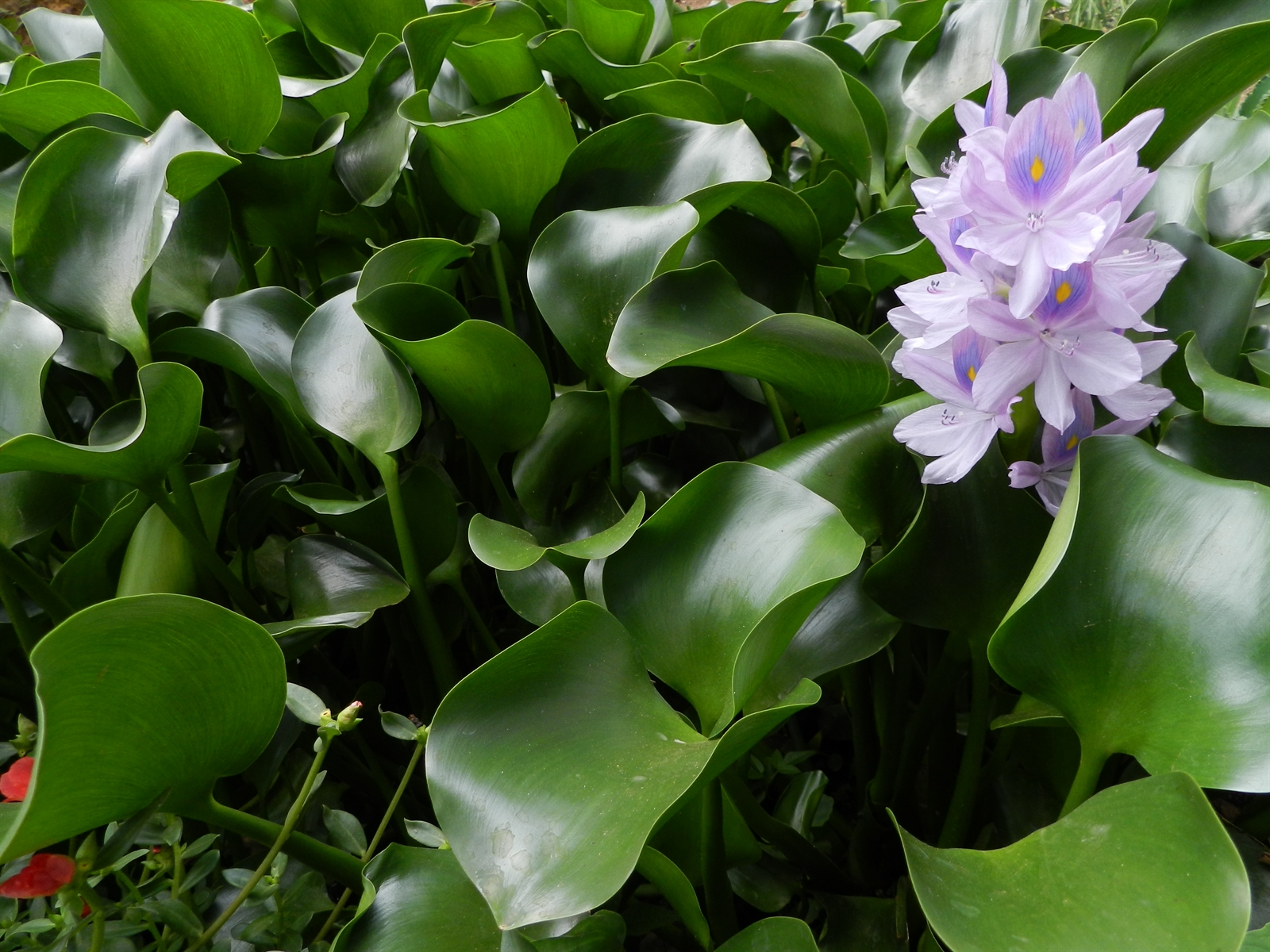
Jacintos de agua en El Crucero, Managua, Nicaragua.

En Papúa Nueva Guinea y Australia, donde no existen programas de control efectivos, los granjeros ven amenazada su subsistencia por culpa de estas especies. Sin embargo, en algunas zonas son más apreciados, siendo recolectados como alimento para el ganado. Además de los problemas económicos que originan, producen también problemas sanitarios al constituir un hábitat propicio para los mosquitos, el clásico vector de las enfermedades y una especie de caracol (de los géneros Biomphalaria y Oncomelania) conocido por albergar un parásito platelminto que provoca la esquistosomiasis.[cita requerida]
La eliminación química y mecánica de estas especies es a menudo demasiado cara e ineficaz, por lo que los esfuerzos se han encaminado a los agentes de control biológico para intentar combatir el problema. Este método comenzó durante la década de los 70, cuando investigadores del USDA (Departamento de Agricultura de Estados Unidos) liberaron tres especies de gorgojos (escarabajos de la superfamilia Curculionoidea), Neochetina bruchi, N. eichhorniae y Sameodes albiguttalis, que se alimentan de estas plantas. Aunque se alcanzó un éxito limitado, desde entonces se han liberado estos gorgojos en otros veinte países.[cita requerida]

## Toxicidad

### Endógena
Erupción en la piel a unos pocos.

### Exógena
La planta es muy tolerante, y de alta capacidad de captación de metales pesados, tales como Cd, Cr, Co, Ni, Pb, Hg, etcétera, que podría ser utilizado para la biolimpieza de aguas residuales industriales. No solo en metales pesados, Eichhornia crassipes puede también eliminar toxinas, tales como cianidas, un proceso que es de beneficio ambiental en las zonas que han sufrido las operaciones de minería de oro.
El jacinto de agua también se observa para mejorar la nitrificación en las aguas residuales tratadas con células de tecnología viva. Sus zonas radiculares son excelentes micrositios de las comunidades bacterianas.
Los indígenas waura del Xingu, Brasil, utilizan el aguapé para producir cloreto de potasio. Las culturas precolombinas de Llanos de Moxos utilizaban el tarope para fertilizar los camallones (raised fields).[cita requerida]

## Taxonomía
El género fue descrito por Carl Sigismund Kunth y publicado en Enumeratio Plantarum Omnium Hucusque Cognitarum 4: 129–132. 1843.

### Etimología
Eichhornia: nombre genérico que se otorgó en honor de Johann Albrecht Friedrich Eichhorn, ministro prusiano de Educación y Bienestar Social, asesor judicial y político.